# Лантаніт
Лантані́т (англ. lanthanite; нім. Lanthanit m) — мінерал, водний карбонат лантану, диспрозію та церію острівної будови. Названий за основним елементом, що входить до його складу (W. K. Haidinger, 1845).

## Опис
Хімічна формула: (La, Dy, Ce)2[CO3]3·8H2O.
Домішки: ітрій та ін. рідкісні землі.
Містить (%): La2O3+Dy2O3 — 54,15; CO2 — 21,93; H2O — 23,92.
Сингонія ромбічна.
Форми виділення: тонкі пластинки, дрібнозернисті до землистих та лускуваті утворення. Спайність досконала. Густина 2,74. Твердість 3,5.
Безбарвний до білого, рожевий, жовтуватий. Прозорий. Блиск перламутровий. Поширений вторинний мінерал рідкісних земель.
Утворюється за рахунок цериту, бастнезиту, ортиту та інших рідкісноземельних мінералів.